# جشنة الخشب
جشنة الخشب (الاسم العلمي: Anthus nyassae) (بالإنجليزية: Wood Pipit)‏ هو طائر صغير من الجواثم ينتمي لفصيلة التمرة وأم عجلان.